# Анчиккасы
Анчиккасы́ (чув. Анчӑккасси) — деревня в Цивильском районе Чувашской Республики. Входит в состав Медикасинского сельского поселения.

## География
Находится в северной части Чувашии на расстоянии приблизительно 18 км на юг-юго-запад по прямой от районного центра города Цивильск.

## История
Известна с 1859 года как околоток деревни Старые Шигали (ныне в составе Анчиккасы) с 21 двором и 121 жителем. В 1897 году было учтено 152 жителя, в 1926 — 43 двора, 170 жителей, 1939—199 жителей, 1979—177. В 2002 году было 39 дворов, в 2010 — 26 домохозяйств. В период коллективизации образован колхоз «2-я пятилетка», в 2010 году действовало ООО «ВДС».

## Население
Постоянное население составляло 80 человек (чуваши 99%) в 2002 году, 59 в 2010.